# Gospodarka Armenii
Gospodarka Armenii – gospodarka położonego na Kaukazie państwa Armenia, której PKB na 1 mieszkańca wg parytetu siły nabywczej (2007) wynosi 5,7 tys. dolarów USA.

## Historia[5]
Do 1991 kraj o gospodarce centralnie planowanej – reforma gospodarki rozpoczęta została po uzyskaniu niepodległości. Trudności gospodarcze kraju zostały zwiększone przez osłabienie powiązań z państwami sąsiednimi (od 1989 ekonomiczna blokada Armenii ze strony Azerbejdżanu, od 1993 także Turcji), wojnę w Górski Karabachu oraz stratami materialnymi powstałymi w wyniku trzęsienia ziemi. Do 1998 sprywatyzowano 65% średnich i dużych zakładów przemysłowych. Duża pomoc dla gospodarki pochodzi od diaspory ormiańskiej (zwłaszcza w USA), przekazów od pracujących za granicą, kredyty z Banku Światowego i Międzynarodowego Funduszu Walutowego, a także pomoc humanitarna z krajów Europy Zachodniej. 1997 został podpisany układ o przyjaźni i współpracy z Rosją. Armenia jest pierwszym z krajów WNP, który osiągnął wzrost PKB (od 1994 powyżej 5% rocznie).

## Rolnictwo
90% użytków rolnych jest prywatnym posiadaniu. W Armenii częstymi produktami rolnymi są m.in.: mleko, ziemniaki, winogrona, warzywa, pomidory, arbuzy, zboża (19,1 q z ha, 2017 r.) (głównie pszenica i jęczmień i kukurydza), jabłka i kapusta, a uprawia się winorośl, figowce, migdałowce, orzechy i oliwki, drzewa owocowe (morele, brzoskwinie, jabłonie, grusze). Użytki rolne zajmują 42% powierzchni kraju (w tym grunty orne 16%, łąki i pastwiska 23%). Ponad 1/2 areału jest sztucznie nawadniana. Najważniejsze regiony rolnicze kraju to: Kotlina Araracka, Wyżyna Szyracka i okolice jez. Sewan. Z roślin przemysłowych w Armenii uprawia się m.in.: tytoń, buraki cukrowe, bawełna, geranium. Areał upraw wynosi ok. 700 tys. ha.
Zwierzęta hodowane w Armenii to:
- bydło (566 tys. sztuk, 2004),

- owce (573 tys.)
- kozy,

- jedwabniki.

Połowy głównie karpi i pstrągów.

## Przemysł
Armenia jest zasobna w rudy metali, zwłaszcza miedzi, molibdenu, cynku i ołowiu.
Główne gałęzie przemysłu w Armenii to m.in.: górnictwo, obróbka diamentów, silniki elektryczne, produkcja dzianin, wyroby pończosznicze, produkcja obuwia, wyrabianie tkanin jedwabnych, produkcja chemikaliów, produkcja instrumentów, mikroelektronika, wytwarzanie biżuteria, oprogramowanie, przetwórstwo spożywcze.

## Partnerzy handlowi
| Eksport do | % arm. eksportu | Import z | % arm. eksportu |
| ---------- | --------------- | -------- | --------------- |
| Rosji      | 23,5%           | Rosji    | 34,4%           |
| Chin       | 13,2%           | Chin     | 13,1%           |
| Szwajcarii | 10,8%           | Gruzji   | 4,8%            |

Armenia eksportuje do Polski 0,68% całego swojego eksportu, a z Polski trafia do Armenii 0,9% jej importu. Ponadto rośnie wymiana handlowa Armenii z Iranem.